# كيرستن سنيما
كيرستن سنيما (بالإنجليزية: Kyrsten Sinema)‏‏ (12 يوليو 1976 في توسان، أريزونا - ) سياسية، وعاملة اجتماعية، ومحامية من الولايات المتحدة.

## روابط خارجية
- كيرستن سنيما على موقع IMDb (الإنجليزية)